# Xã Bandon, Quận Renville, Minnesota
Xã Bandon (tiếng Anh: Bandon Township) là một xã thuộc quận Renville, tiểu bang Minnesota, Hoa Kỳ. Năm 2010, dân số của xã này là 175 người.